# 褐翅黑點尖胸沫蟬
褐翅黑點尖胸沫蟬（学名：Aphrophora tsuruana）为尖胸沫蟬科尖胸沫蟬屬下的一个种。